# Осиная фабрика
«Оси́ная фа́брика» (англ. The Wasp Factory) — первый роман шотландского писателя Иэна Бэнкса, опубликованный в 1984 году.

## Краткий обзор
Действие романа происходит летом 1981 года. Рассказчик и главный герой — 17-летний Фрэнк Колдхейм, описывающий свою текущую жизнь и своё прошлое. Фрэнк живёт вместе со своим отцом в уединённом особняке на острове неподалёку от небольшого шотландского города. Он практикует религиозные ритуалы собственного изобретения, например жертвоприношение животных. Определяющим событием в развитии сюжета становится побег брата Фрэнка, Эрика, из психиатрической лечебницы. Предстоящее возвращение Эрика приводит к повороту сюжета и жестокой концовке, разрушающей все представления Фрэнка о себе.

## Сюжет
«Осиная фабрика» — это огромный циферблат, который Фрэнк нашёл на местной свалке и, оснастив различными механическими устройствами собственного изобретения, превратил в своеобразную комнату смерти, напичканную жертвенными ловушками для ос. Каждая цифра на циферблате обозначает вид ритуальной смерти (к примеру, сжигание, раздавливание или утопление в моче Фрэнка), который должна себе выбрать оса, первоначально помещенная в центр циферблата. Сделанный осой «выбор» Фрэнк истолковывает как предсказание будущего. Фабрика является основным элементом особой религиозной системы, придуманной и тщательно соблюдаемой Фрэнком. «Фабрика» стоит на чердаке, так как это единственное место в доме, где Фрэнк хозяйничает безраздельно — его отец не может туда подняться из-за травмы ноги.
Фрэнк убивает не только ос, но и животных покрупнее, чьи туловища и головы он вывешивает на Жертвенные Столбы вместе с другими сакральными предметами. Столбы определяют и охраняют границы владения Фрэнка — острова, на котором он живёт со своим отцом.
Фрэнк также использует множество видов оружия (от рогаток до самодельных огнемётов и бомб из трубы) для того, чтобы контролировать свой остров. Он любит отправляться в долгие прогулки и пробежки по своему острову и лишь изредка выбирается в городок Портенейль, что по соседству с островом, где напивается в местном пабе с карликом Джейми, своим единственным другом. Фрэнк признаёт, что боится контактов с внешним миром, особенно долгого расставания с островом, поскольку он видел, к чему это привело в случае с его старшим братом Эриком.
Эрик находится в психиатрической лечебнице, куда попал по причине того, что стал свидетелем трагических последствий халатности в госпитале, где проходил практику. В начале романа он убегает из психиатрической больницы и на протяжении всего повествования звонит Фрэнку из телефонных будок, сообщая, что собирается нанести визит. Фрэнк не уверен, действительно ли он хочет предстоящего возвращения, но очевидно, что он искренне любит своего брата, и постоянно отмечает, что тот был крайне чувствительным и добрым до «того прискорбного случая», после которого стал жестоким, опасным и совершенно безумным.
После долгой подготовки читатель узнаёт, что это за «прискорбный случай», произошедший в медицинской палате, который привёл Эрика к сумасшествию. Эрик занимался добровольческой помощью в больнице и однажды, пытаясь покормить пациента с несформировавшимися костями черепа, обнаружил, что из-за халатности персонала в обнажённом мозгу завелись личинки и пациент умер. В финале романа раскрывается и тайна самого Фрэнка: он был рождён девочкой, а отец давал ему мужские половые гормоны, чтобы экспериментально узнать, превратится ли его дочь в мальчика. Его первоначальное женское имя было Фрэнсес, став мальчиком, он превратился во Фрэнсиса.
В последней сцене романа Фрэнк, уже узнавший от отца свою шокирующую тайну, сидит на берегу моря и спокойно, критически переосмысливает всю свою прежнюю жизнь, проводя параллели между своей Фабрикой и миром в целом, сожалея о совершённых убийствах, размышляя о будущем и в конечном счёте приходя к такому выводу: «Я думал, моя ловушка захлопнулась много лет назад, а оказывается, всё это время я лишь ползал по циферблату. И только сейчас скрипит люк, только сейчас начинается настоящий путь».

## Литературная выразительность и критика
«Осиная фабрика» может рассматриваться как роман воспитания: в книге повествуется о том, как по мере взросления Фрэнка меняется его отношение к определённым явлениям окружающего мира.
По жанровой принадлежности роман также близок к готической литературе в плане исследования темы смерти, смертности и спорности в выявлении чудовищного в человеке. По мнению литературоведа Люси Армитт (Университет Солфорда), в «Осиной фабрике» сочетаются черты двух литературных жанров — готики и постмодерна.
В романе нашло своё выражение скептическое отношение Бэнкса к религии. Фрэнк одержим ритуалом и формой вещей; Осиная фабрика и Жертвенные столбы являются защитными талисманами и определяют его намерения. Это история о власти и злоупотреблении ею. Отец Фрэнка обманывает своего сына (одна из центральных тем Бэнкса, которая опять появляется в его романе «Воронья дорога»). Также это история о склонности людей к самообману, акцентированная в последних главах книги, когда новые факты заставляют читателя полностью пересмотреть мнение, успевшее сложиться о рассказчике.
Отец является наименее проявляющим себя персонажем. Остающийся загадкой для читателя, он виден только через взгляд своего сына. Таким образом, он выглядит хитрым и изворотливым человеком.
Как первый роман неизвестного автора, «Осиная фабрика» была встречена со смесью бурного одобрения (The Independent позднее включила этот роман в сотню лучших книг двадцатого века) и споров по поводу описаний ужасной жестокости и сцен насилия. Хотя это в основном касается животных, Фрэнк также вспоминает совершённое им убийство трёх маленьких детей, причём в то время он сам был ребёнком. Убийства описаны в откровенном и бесстрастном стиле, часто с абсурдистским юмором; более возмутительными, чем детали этих зверств, могут быть глубина и сила, с которыми Фрэнк их обрисовывает.

## Издания романа

### Первое издание
- 1984, UK, Macmillan (ISBN 0-349-10177-9), дата публикации — 16 февраля 1984, твёрдая обложка.